# أشبور أحمر الحلق
أشبور أحمر الحلق أو كركار أحمر الحلق (الاسم العلمي: Ibycter americanus)، هو نوع اجتماعي من الطيور الجارحة يتبع فصيلة الصقرية. موضوع في جنس أحادي الطراز Ibycter، أو في بعض الأحيان متحدًا في Daptrius مع أشبور أسود. وهو فريد من نوعه بين الأشبوريات، ويتغذى بشكل أساسي على يرقات النحل والدبابير، كذلك يتغذى أيضًا على الحشرات البالغة والفواكه والتوت
.
يوجد من المكسيك جنوبًا إلى فنزويلا في معظم أمريكا الوسطى والجنوبية. موائله الطبيعية هي غابات الأراضي المنخفضة شبه الاستوائية أو الاستوائية والغابات الجبلية شبه الاستوائية أو الاستوائية الرطبة.